# Gemaal Lely
Gemaal Lely is een elektrisch aangedreven gemaal uit 1930 dat gebruikt werd en wordt om de Wieringermeer droog te maken en te houden. Het gemaal is genoemd naar Cornelis Lely, initiatiefnemer tot de uitvoering van de Zuiderzeewerken en staat iets ten noorden van Medemblik.
Het bouwwerk om het gemaal is ontworpen door Dirk Roosenburg. Op aandrang van Samuel de Clercq, voorzitter van de Bond van Nederlandsche Architecten, kreeg Roosenburg in 1928 de opdracht om voor het elektrisch aangedreven gemaal een bijzonder en aansprekend gebouw neer te zetten.

## Voorgeschiedenis

### Voorgaande plannen

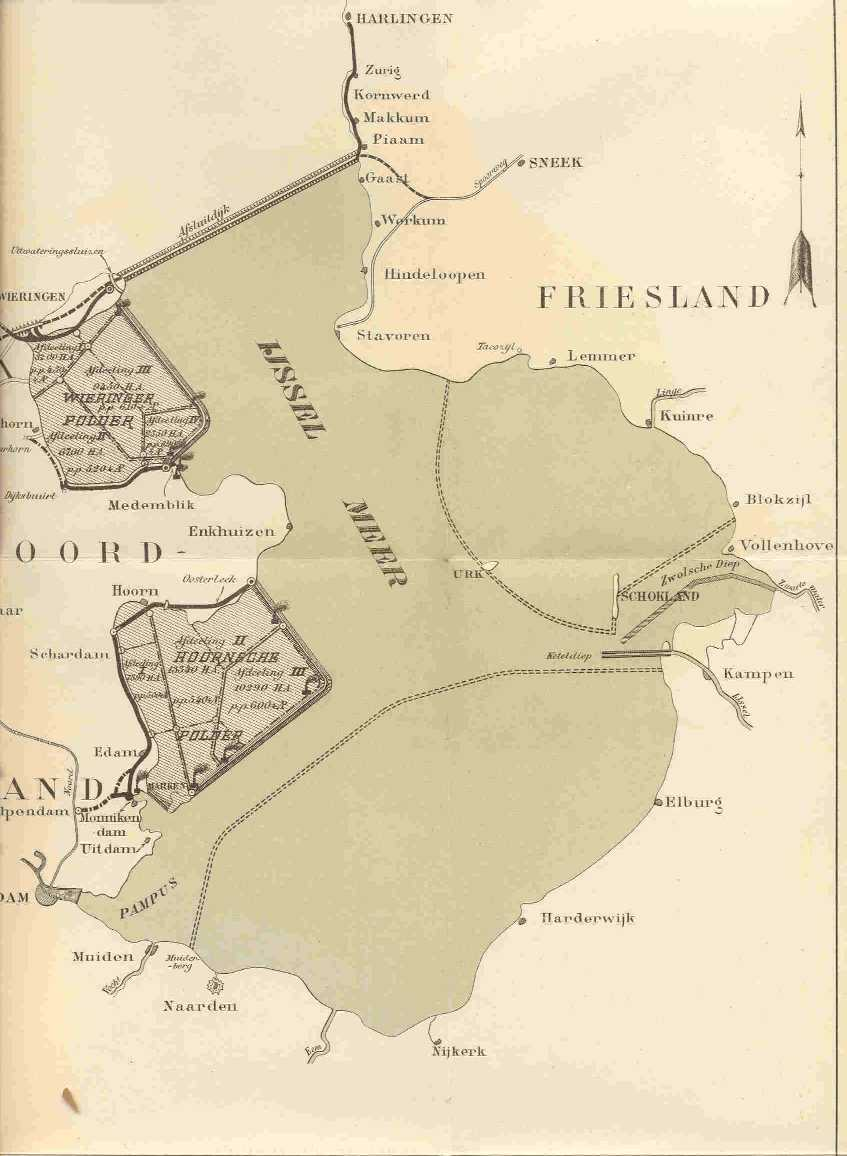
Plan Lely

Het verhaal van de IJsselmeerpolders en dus ook dat van de Wieringermeer begint in 1667. In dat jaar kwam Hendric Stevin, zoon van de wiskundige Simon Stevin, met een, voor die periode, ingrijpend plan. Het plan voorzag in de afsluiting van zowel Zuiderzee als Waddenzee. Door het dichten van de zeegaten tussen de Waddeneilanden Texel, Vlieland, Terschelling en Ameland en door Texel en Ameland met het vasteland te verbinden, zou een enorme wateroppervlakte worden ingedijkt. Stevins idee, zo wist hijzelf, was niet haalbaar. Met name de stand van de zeventiende-eeuwse techniek maakte realisering onmogelijk.
Hoewel het plan van Stevin een zachte dood stierf, kwamen er met de droogmaking van de Haarlemmermeer (besluit viel in 1839) nieuwe plannen voor afsluiting en inpoldering van de Zuiderzee op tafel. Mede vanwege het succes van de in 1852 drooggelegde Haarlemmermeer komt de planvorming rond de Zuiderzee in een stroomversnelling. Het ene plan is amper gepresenteerd of er werd alweer gestudeerd op een volgend idee.
Met de oprichting van de Zuiderzeevereniging in 1886 ontstaat er in waterstaatkundige kringen een breed draagvlak voor nader onderzoek naar de mogelijkheden van inpoldering en bedijking van delen van de Zuiderzee. Dit technische onderzoek startte reeds in 1886 onder leiding van J. van der Toorn, een vooraanstaand waterstaatsingenieur. Na een jaar werd hij opgevolgd door zijn jonge assistent Cornelis Lely. Alle onderzoeksresultaten werden uiteindelijk vastgelegd in een achttal nota's, waarvan de laatste in 1892 verscheen.
Lely kwam na jaren van studie met conclusies. Afsluiting van de Zuiderzee over Wieringen naar de Friese kust verdiende in zijn ogen de voorkeur. De Wieringermeer en de Zuiderzee ten oosten van Urk en ten zuiden van de IJsselmonding konden vervolgens drooggemaakt worden. Met het oog op voldoende bergingscapaciteit van het IJsselwater diende er wel een wateroppervlakte van minimaal 80.000 hectare over te blijven. Later, door de Dienst Der Zuiderzeewerken, uitgevoerde berekeningen toonden echter aan dat de bergingsboezem voor het IJsselmeer ongeveer twee keer zo groot diende te zijn.

### Wilhelmina geeft groen licht
Na verschillende ingediende, ingetrokken en afgestemde wetsontwerpen sprak Koningin Wilhelmina in haar Troonrede van 1913 de betekenisvolle zinnen: "(...) ik acht den tijd gekomen om de afsluiting en droogmaking van de Zuiderzee te ondernemen. Verbetering van den waterstaatkundige toestand der omliggende provinciën, uitbreiding van grondgebied en blijvende vermeerdering van arbeidsgelegenheid zullen daarvan het gevolg zijn."
Als men bedenkt, dat Cornelis Lely in datzelfde jaar als Minister van Waterstaat was toegetreden tot het Kabinet van de liberaal Pieter Cort van der Linden is de herkomst van de aangehaalde passage uit de Troonrede niet moeilijk te duiden.
Na aankondiging in de Troonrede werd op 1 november 1913 de Commissie Wortman ingesteld. Opdracht van de commissie was met name de financiële gevolgen van afsluiting en gedeeltelijke drooglegging van de Zuiderzee in beeld brengen. Naast verschillende waterstaatsmensen maakten ook aannemers G.A. van Hattem en L. Volker Azn. deel uit van deze commissie. De bedrijven van beide aannemers zouden later onder andere betrokken worden bij de bouw van de Afsluitdijk.

### Zuiderzeewet aangenomen

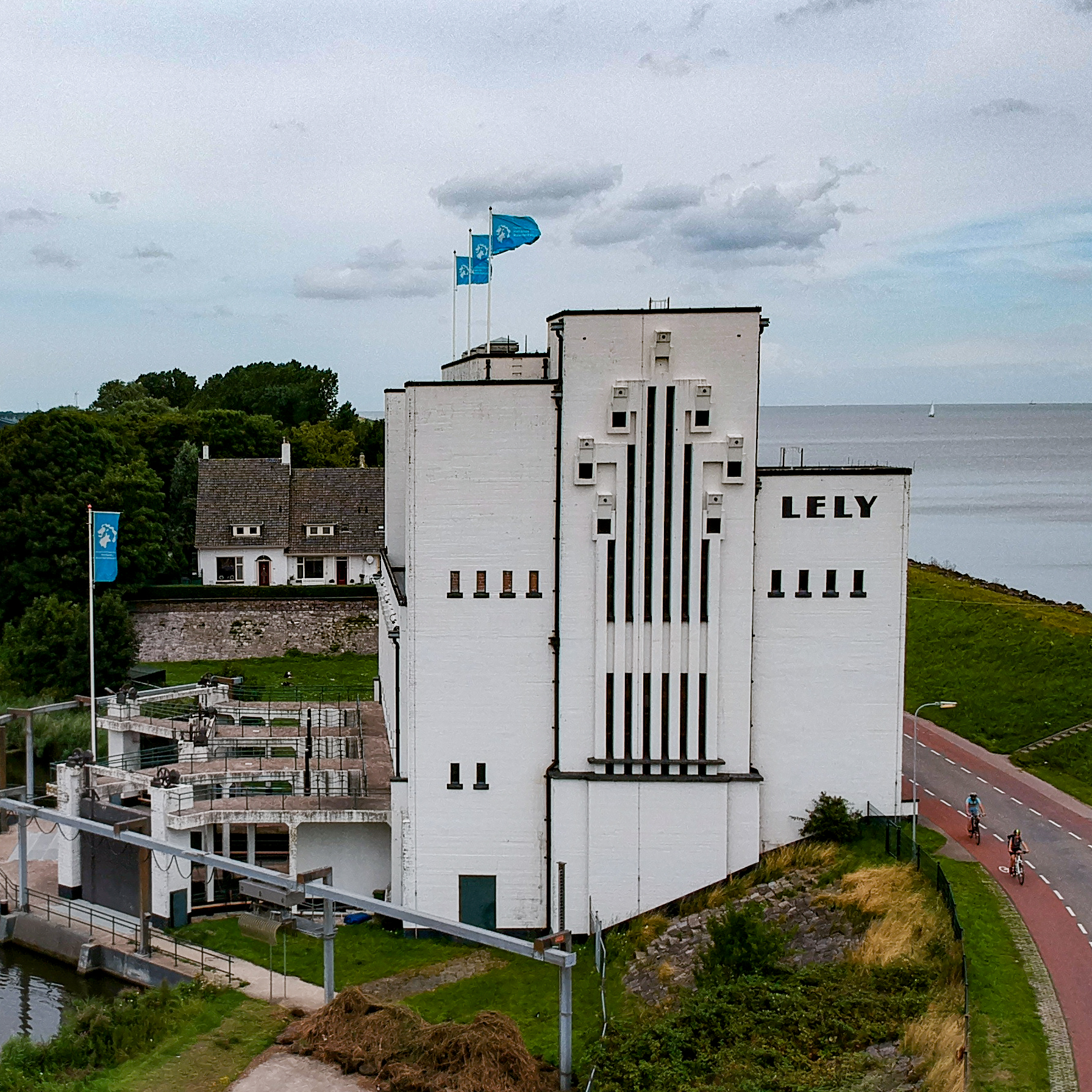
Gemaal Lely van de zijkant gezien

Lely presenteerde in september 1916 een nieuw wetsontwerp aan de Tweede Kamer voor het Zuiderzeeproject. In maart 1918 kreeg deze wet de instemming van de Tweede Kamer. Erg gedetailleerd was de wet overigens niet. De Zuiderzeewet bepaalde niet meer dan dat voor rekening van de Staat de Zuiderzee zou worden afgesloten met een Afsluitdijk "(...) loopende van de Noord-Hollandse kust door het Amsteldiep naar het eiland Wieringen en van dit eiland naar de Friesche kust van Piaam" en dat gedeelten van de af te sluiten Zuiderzee drooggemaakt zouden worden.
Lely koos bij de voorbereiding en uitvoering van de werkzaamheden voor de instelling van een nieuw op te richten dienst (Dienst Der Zuiderzeewerken) en niet voor de reeds bestaande Rijkswaterstaat. Hij was namelijk van mening dat de Rijkswaterstaat veel "minder ijverige leden" telde en dat hij grote zorgen had over de bruikbaarheid van het apparaat van Rijkswaterstaat voor de omvangrijke werkzaamheden. Daarnaast hadden de ingenieurs van de Rijkswaterstaat op hun beurt grote twijfels of de afsluitingsplannen van Lely wel technisch uitvoerbaar waren.

### Stoom of stroom voor gemaal Lely
Reeds in 1914 was voorgesteld om de gehele Wieringermeerpolder met slechts een stoomgemaal te bemalen. Dit gemaal zou bij Medemblik geplaatst dienen te worden. De Zuiderzeeraad, een adviescollege, bepleitte niet alleen meerdere gemalen, zij toonde zich ook een sterk voorstander van elektrische bemaling. Elektrisch aangedreven gemalen zou volgens de Zuiderzeeraad kunnen leiden tot een betere exploitatie van het pas opgerichte Provinciaal Elektriciteitsbedrijf van Noord-Holland. Bovendien kon de bouw van elektrisch aangedreven gemalen ertoe leiden dat de Wieringermeer en haar omgeving versneld op het elektriciteitsnet zouden worden aangesloten. Uiteindelijk viel de beslissing om twee gemalen te bouwen; bij Medemblik kwam een elektrisch gemaal en bij Den Oever een diesel aangedreven inrichting.

### De interventie van S. de Clercq
Met de aanvang van de Zuiderzeewerken rees in kringen van architecten en bouwkundigen enige twijfel rond de bekwaamheid van de Dienst Der Zuiderzeewerken om op verantwoorde wijze vorm te geven aan de kunstwerken van het Zuiderzeeproject. Architect S. de Clercq, voorzitter van de Bond van Nederlandsche Architecten en in 1919 toegetreden tot de Zuiderzeeraad, verwoordde deze reserves reeds in 1922. Hij bracht de discussie over de vormgeving van de polder op gang met een nota aan de Zuiderzeeraad. Hierin stelde hij de esthetische vormgeving van de Zuiderzeewerken aan de orde.
De Clercq hield in zijn nota een warm pleidooi voor een aansprekende vormgeving van de grote kunstwerken in het Zuiderzeeproject. Hij constateerde dat Nederland bij de vormgeving van grote werken een achterstand had opgelopen ten opzichte van het buitenland. Van de Dienst Der Zuiderzeewerken verwachtte hij weinig initiatieven op dit terrein. Het optreden van De Clercq zou er mede toe leiden dat Roosenburg uiteindelijk werd aangezocht voor het vormgeven van de gemalen Lely en Leemans. Ook de vormgeving van de heftorens van de grote sluizencomplexen in de Afsluitdijk werd aan hem overgelaten.
In het 'Driemaandelijksch Bericht' van januari 1928 wordt hiervan in ambtelijke taal mededeling gedaan: "Aan het uitwerken van de ontwerpen voor de bemalingsgebouwen werd voortgewerkt onder voorlichting, voor zover het bouwkundig gedeelte betreft, van den hiertoe in overleg met den aesthetischen adviseur door den Minister van Waterstaat aangewezen architect ir. D. Roosenburg."

## De bouw

### Het bouwwerk
De werkzaamheden voor gemaal Lely begonnen met de aanleg van de bouwput. Toen deze begin 1928 klaar was en op 20 maart van dat jaar droogviel, begon men vrijwel onmiddellijk met de bouwwerkzaamheden. De Amsterdamse aannemingscombinatie N.V. Aannemingsmaatschappij voorheen Hillen & Roosen en Betonbouw "Trio" schreef destijds met het laagste bedrag in op Bestek nr. 48. Dit bestek had betrekking op de onderbouw van het gemaal en werd uiteindelijk gegund voor een bedrag van 205.600 gulden. De eerste paal werd op 6 april 1928 geslagen en vijf maanden later zaten alle 1500 palen in Wieringermeerbodem. Over de koppen werd een funderingsplaat gelegd.
Aangezien het werk aan de onderbouw twee maanden eerder werd opgeleverd dan voorzien (premie van f 20.000,- voor de aannemer!) werd in verband met een snelle afbouw van het gemaal de opdracht voor de bovenbouw "uit de hand" aan dezelfde aannemingscombinatie gegund.
De bouwwerkzaamheden aan het gemaal werden eind 1929 afgerond. In december van dat jaar begon men met het wegbaggeren van de dijk rondom de bouwput. Op 5 en 6 februari 1930 vond volgens een mededeling in het Driemaandelijksch Bericht "(...) eene uitvoerige beproeving der installatie plaats op grond van de uitkomsten, waarvan de installatie als voor de eerste maal opgeleverd werd aanvaard." Op 10 februari 1930 wordt het gemaal in werking gesteld en als postume hulde aan de inmiddels overleden promotor van de Zuiderzeewerken tot "Gemaal Lely" gedoopt.
Het leegmalen van de Wieringermeer nam met de ingebruikneming van gemaal Lely een directe aanvang.

### De technische installatie
De machine-installatie van het gemaal bestaat in hoofdzaak uit drie geheel identieke pompaggregaten, elk bestaande uit een centrifugaalpomp met verticale as. Deze as is direct gekoppeld aan een regelbare (asynchrone) elektromotor van 3000 volt.
Voor de stroomvoorziening werd destijds een bovengrondse 50.000 volt hoogspanningsverbinding, dubbelcircuit, vanuit Oterleek naar Medemblik gebouwd. In het gemaal werden drie 50/3 kV-transformatoren geplaatst om de spanning te reduceren naar 3000 volt.
De Nederlandsche Fabriek van Werktuigen en Spoorwegmateriaal (Werkspoor Amsterdam) leverde de pompinstallatie. De toen geleverde pompen hadden een normale capaciteit van ca. 400 m3 per minuut bij een opvoerhoogte van 6 m en 107 omwentelingen per minuut. De levering van de elektrotechnische installatie werd door Werkspoor opgedragen aan: N.V. Electrotechnische Industrie, voorheen Willem Smit & Co., te Slikkerveer.
Om te komen tot de optimale vorm van pomp en waaier zijn indertijd uitvoerige modelproeven verricht in het toen reeds bestaande Waterloopkundig Laboratorium te Delft. De pompen zijn vervolgens geheel naar deze modellen geconstrueerd. Opvallend was daarbij, dat voor het leegmalen van de Wieringermeer de pompwaaiers een andere vorm (minder schoepen en andere schoepvorm) hadden dan de waaiers voor regulier gebruik. In 1988 is de bemalingsinstallatie aangepast. Hierbij werden de elektromotoren vervangen door de (toendertijd) moderne ASEA-elektromotoren. In 2022 is het gemaal wederom aangepast: de elektromotoren zijn vervangen door magneetmotoren met toerenregeling, terwijl de pompwaaiers zijn vervangen door visvriendelijke waaiers, die een capaciteitsuitbreiding naar driemaal 524 m3/min (was 425 m3/min) realiseren en vissen ongeschonden door de pompen laten gaan.

### Architectonische uitvoering en waardering

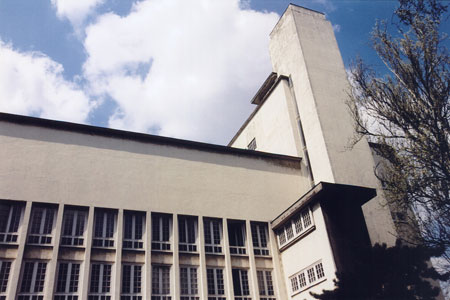
Nederlandse studentenhuis op de Cite Universitaire in Parijs

In het 'Provinciaal Monumentenregister Noord-Holland' wordt gemaal Lely aangemerkt als een bouwwerk van algemeen belang vanwege de architectonische waarde. Mede omdat het een gaaf architectonisch voorbeeld is van een groot waterstaatkundig werk in gewapend beton. De architectonische kenmerken van gemaal Lely zijn af te leiden uit de stijl waarin het bouwwerk werd vormgegeven.
Het exterieur sluit nauw aan bij de architectuurstroming van de Nieuwe Zakelijkheid vanwege de blokvormige witte betonnen bouwvolumes. Deze vormgeving lijkt te zijn bepaald door de functie van het gebouw. Daarnaast zijn er andere, meer monumentale, invloeden verwerkt zoals blijkt uit de symmetrie en ritmering van de gevels.
Qua stijlkenmerken staat gemaal Lely helemaal op zichzelf. Het exterieur van het bouwwerk roept evenwel een vergelijking op met Dudoks definitieve ontwerp van het Hilversumse stadhuis van 1924. Hoewel dat gebouw niet in beton uitgevoerd is, vertonen verspringende bouwvolumes, schaal, maatvoering en robuustheid grote overeenkomsten met de schepping van Dirk Roosenburg. Ook het door Dudok in 1928 ontworpen Nederlandse studentenhuis op de Cite Universitaire in Parijs roept duidelijke stijlovereenkomsten op met gemaal Lely. Het is daarom niet zo vreemd dat het ontwerp van gemaal Lely vaak aan Dudok en niet aan de minder bekende Roosenburg wordt toegeschreven.
Hoewel Roosenburg gevoelig bleek voor de zakelijkheidsgedachte ging hij nooit zover door te veronderstellen dat uit het zuiver en alleen voldoen aan de in de opdracht gestelde utilitaire eisen de schoonheid van het object min of meer vanzelf zou ontstaan. Hij liet zich bij het ontwerpen van gebouwen voornamelijk leiden door een praktische instelling. Over de vraag van de vormgeving wilde hij zich pas buigen nadat hij de in de opdracht gestelde utilitaire eisen grondig kende. Goed bouwen in technische en praktische zin was voor Roosenburg belangrijker dan mooi bouwen. Hij hield daarmee vast aan traditionele beginselen.
Ook in de jaren negentig maakte het gebouw nog een grootse indruk. Dit komt mede door haar kubusuiterlijk in een landschap waar die vorm nauwelijks aanwezig is. Er werd geconstateerd dat het gebouw verticaal lijkt te zijn georiënteerd, terug te vinden in pilaren, pilasters en raampartijen. Dat valt direct op ten opzichte van de juist horizontale omgeving (polderland en dijk, Zuiderdijkweg), dat dan weer wel terug te vinden is in het van buitenaf terugzien van de verdiepingen in het gebouw. Daarbij komt nog dat vanwege de afvoer dan wel aanvoer van water de positionering bijdraagt aan de grootsheid. Drie hoofdvaarten in de Wieringermeer vinden hier hun begin of eind: (de uitloper van de) Westfriesevaart, Medemblikkervaart en Lage Kwelvaart.Vanuit de polder lijkt het gebouw als een terras opgebouwd. Bij het nader bekijken blijkt het gebouw brutalistische trekjes te vertonen; de bekistingen van de betonstructuur is duidelijk zichtbaar.